# Lutherischer Weltkonvent
Der Lutherische Weltkonvent (englisch: Lutheran World Convention), der erstmals vom 19. bis 24. August 1923 in Eisenach tagte, stellte den Anfang einer weltweiten Vernetzung der lutherischen Kirchen dar. Maßgeblich für seine Gründung war der schwedische Erzbischof Nathan Söderblom. 1947 ging aus dem Lutherischen Weltkonvent der Lutherische Weltbund hervor.
Bereits bei der ersten Tagung, die auf Anregung des Nationalen Lutherischen Rates in den USA und der 1868 in Deutschland gegründeten Allgemeinen Evangelisch-lutherischen Konferenz einberufen wurde, kamen 144 Delegierte aus 22 Ländern zusammen, um Fragen des lutherischen Bekenntnisses und der Ökumene zu beraten und praktische gegenseitige Hilfe zu beschließen. Präsident war der sächsische Landesbischof Ludwig Ihmels. Gerade die weltweiten materiellen Hilfen nach dem Ersten Weltkrieg stärkten die weltweite Zusammengehörigkeit der lutherischen Kirchen.

## Tagungen des Lutherischen Weltkonvents
- 1923: Eisenach
- 1929: Kopenhagen
- 1935: Paris
- 1946: Uppsala